# Laura Frigo
Laura Frigo (Saronno, 26 ottobre 1990) è una pallavolista italiana nel ruolo di centrale.

## Carriera

### Club
Laura Frigo fa il suo esordio nel mondo della pallavolo nel 2004 nella squadra della Pallavolo Saronno, in Serie D. L'anno successivo passa alla Amatori Orago, in Serie B2, dove resta per tre stagioni, conquistando prima una promozione in Serie B1, seguita poi da una retrocessione. Nella stagione 2008-09 gioca nel Pool Carnago in Serie B1.
Nella stagione 2009-10 fa il suo esordio nel massimo campionato italiano grazie all'ingaggio da parte del Villanterio, con la quale resta per due annate, senza ottenere risultati di rilievo.
Nella stagione 2011-12 viene ingaggiata dall'Asystel di Novara, mentre nella stagione successiva passa al River, anche se a metà campionato viene ceduta al Chieri Torino, sempre in Serie A1.
Nella stagione 2013-14 veste la maglia dell'IHF di Frosinone, neopromossa nella massima divisione, mentre in quella successiva è nel Soverato, in Serie A2. Ritorna in Serie A1 per il campionato 2015-16 grazie all'ingaggio da parte del Bergamo, vincendo la Coppa Italia. Nel campionato seguente gioca per la prima volta all'estero, approdando in Repubblica Ceca per giocare col Prostějov, in Extraliga, con cui vince lo scudetto.
Rientra in Italia nella stagione 2017-18, ritornando al club di Soverato, in Serie A2, stessa categoria dove milita nell'annata 2018-19 con la VolAlto Caserta, con cui ottiene la promozione in massima divisione. Nella stagione 2019-20 torna in Serie A1 difendendo i colori del Cuneo Granda.
Dopo un periodo di inattività, nel novembre 2020 torna in campo nel campionato cadetto per la seconda parte dell'annata con la maglia della Futura Giovani, mentre nella stagione successiva scende in Serie B1 accettando al proposta della FoCoL Legnano.

### Nazionale
Fa parte delle nazionali giovanili italiane, con le quali si aggiudica un bronzo al campionato europeo under 18 2007 e un oro al campionato europeo under 19 2008.

## Palmarès

### Club
- Campionato ceco: 1

2016-17
- Coppa Italia: 1

2015-16

### Nazionale (competizioni minori)
- Campionato europeo under 18 2007
- Campionato europeo under 19 2008